# Diósgyőri vár
A diósgyőri vár egy középkori vár a történelmi Diósgyőr városában, ami ma Miskolc egyik városrésze. Már a 12. században állhatott itt vár; a mai, gótikus vár a tatárjárás után épült, fénykorát Nagy Lajos uralkodása alatt élte, lovagterme a legnagyobb volt Európában. Később a magyar királynék jegyajándéka volt, egészen a török időkig. A 17. század végére már lakhatatlanná vált, állapota egyre jobban leromlott. Régészeti feltárása az 1960-as években kezdődött meg. A 2010-es évektől a várat elkezdték újjáépíteni olyanná, amilyen eredetileg lehetett, a helyreállított helyiségeket korhű bútorokkal rendezték be.

## Diósgyőr és a vár története

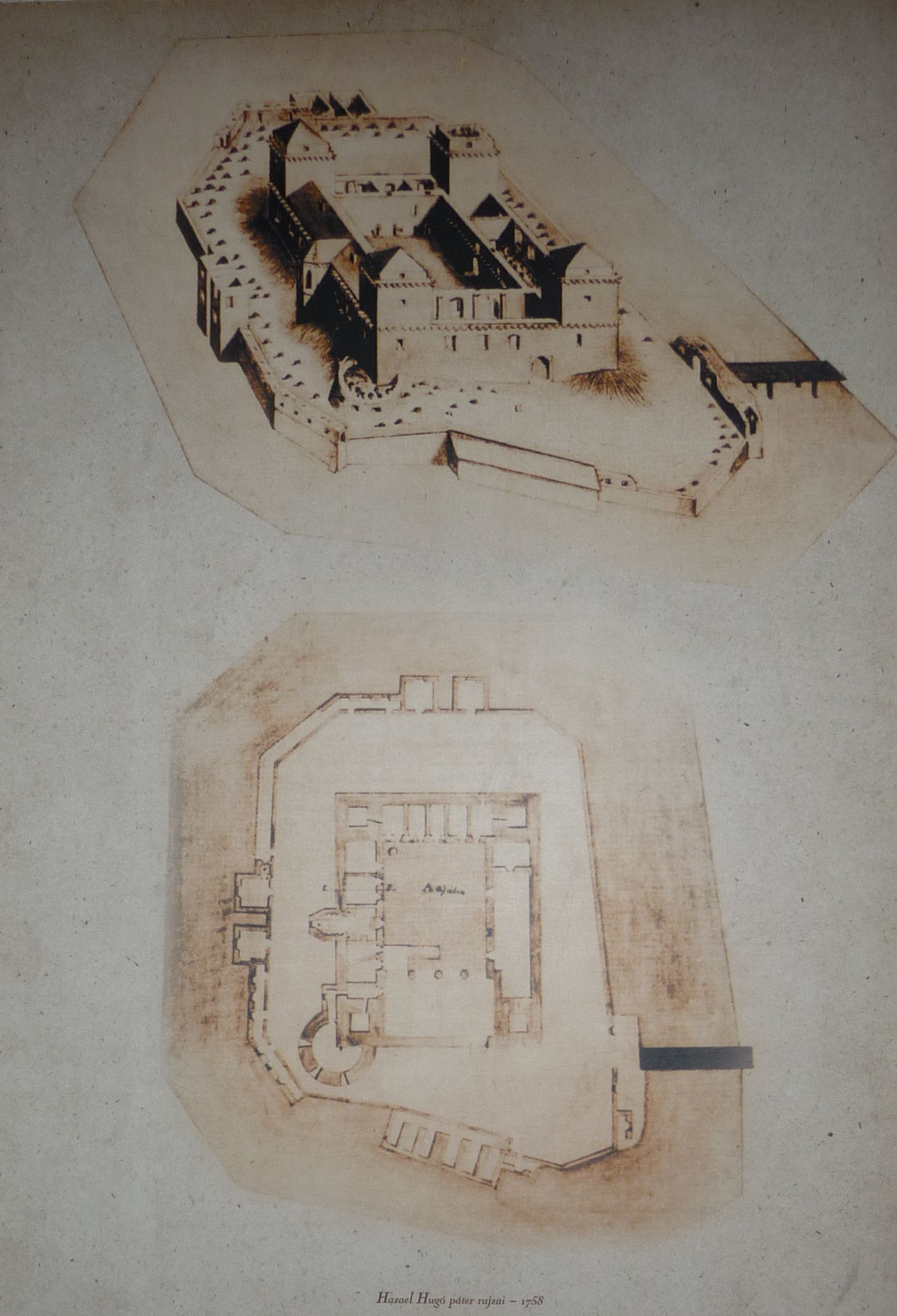
Hazael Hugó páter rajzán (1758)

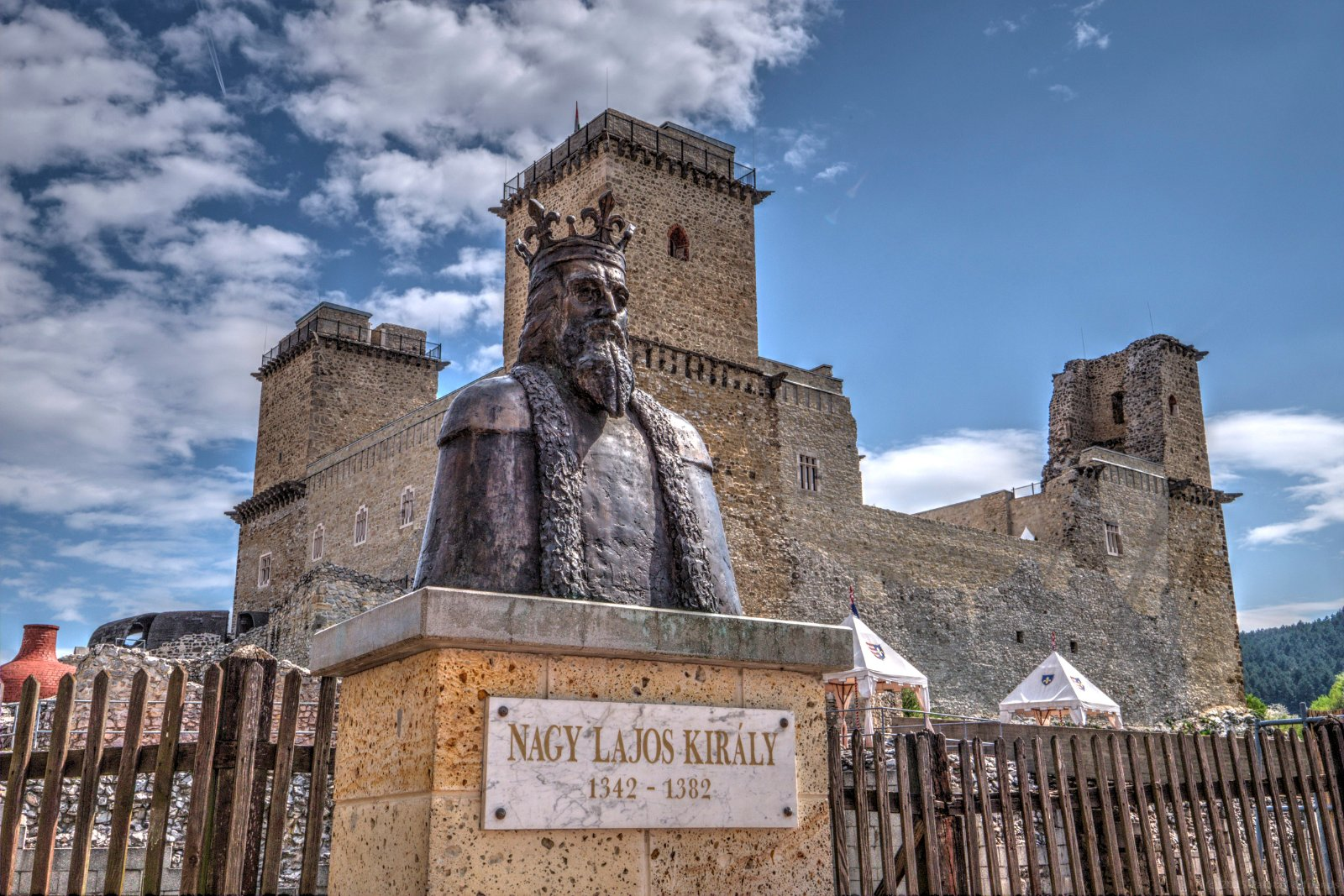
Nagy Lajos király szobra a vár előtt

A terület az ősidők óta lakott: a szemközti Várhegy barlangjában az őskőkorban készült kőeszközökre és állatcsontokra bukkantak, a vár dombján pedig bronz- és vaskori település nyomaira. A 9–10. századból hullámdíszes edények, illetve cölöp- és gerendamaradványok kerültek elő. Ezt a honfoglalás kori települést földvár, illetve földsánc vette körül.
1200 táján Anonymus említi először Diósgyőr nevét, igaz, ő még Győr formában: „miután Árpád fejedelem seregével elhagyta Szerencset (…) Bors apjának, Böngérnek adományozta a Tapolca vizétől a Sajó folyóig terjedő földet, amely területnek Miskolc a neve, valamint azt a várost, amelyet Győrnek hívnak.” A vár helyén először a 12. században állhatott erődítmény, amelynek azonban a régészek eddig nem találták nyomát; feltehetőleg földvár volt, amely a tatárjárás idején elpusztult – egyesek szerint ez a vár nem a mostani helyén, hanem a Várhegyen állhatott.
A jelenleg álló várat valószínűleg IV. Béla várépítési kezdeményezése után építette az Ákos nembeli Ernye bán. Ez az építmény a kor szokásának megfelelően ovális alaprajzú (körülbelül 40×35 m-es építmény volt egy kerek öregtoronnyal), vele átellenesen álló saroktoronnyal és sokszögű külső várral. Északnak nyíló bejáratához kőpilléres fahíd vezetett át a vizesárkon. Ernye kúriája alighanem a későbbi pálos kolostor helyén állhatott.
A várat 1316-ban Wywar vagyis Újvár néven említik, ez is arra utal, hogy korábbi földvár helyére épült. Ebben az évben Ernye unokái Károly Róbert ellen fordultak, Borsa Kopasz oldalán részt vettek a debreceni csatában (1317), ezért a király várukat elkobozta, és kedvelt hívének, Debreceni Dózsa erdélyi vajdának adományozta. 1319–25 között Szécsi Miklós horvát bán birtokolta, majd a Drugeth családé lett. A várhoz tartozó falu egy 1330-as jegyzék alapján 12 garas adót fizetett, ami arra utal, hogy a megye gazdagabb települései közé tartozott. A következő nagy építkezésnél a falak alsó szintjét ennek a várnak a visszabontott anyagából építették. 1340-től királyi vár – rendszerint a királynék tulajdona. Ez időtől várnagya egyúttal Borsod és többnyire még egy-két szomszédos vármegye ispánja is volt. Fennhatósága alá tartozott három további királyi vár, Dédes, Cserép és Regéc vára is.
A diósgyőri vár fénykora I. Lajos király uralkodása alatt kezdődött. Ő az 1360-as évektől mind gyakrabban fordult meg itt. A vár 1370-ben tett szert jelentőségre, mint a Magyarországról Lengyelország fővárosába, Krakkóba vezető út egyik állomása (Nagy Lajos édesanyja, Lokietek Erzsébet lengyel hercegnő volt, maga Nagy Lajos 1370-ben lengyel király lett). A király, aki Budát mind inkább hanyagolta, Visegrád és Zólyom mellett harmadik székhelyévé tette Diósgyőrt, átépíttette, korszerűsítette a várat. Sokszorosan tagolt védelmi gyűrűk vették körül a tulajdonképpeni várat, amely négyszögletes udvar köré épült, négy sarkán egy-egy csúcsos tetejű torony magasodott. A földszinti helyiségek gazdasági, tárolási célokat szolgáltak, az emeleten a lakosztályok voltak, valamint a 13×25 méter területű lovagterem, mely három oszloppal alátámasztott, kéthajós csarnok volt. Ennek építését már Nagy Lajos lánya, Mária uralkodása alatt fejezték be, aki akkor a vár birtokosa volt. A sajátos elrendezésű kettős tornyokkal erősített, szabálytalan alaprajzú külső körítőfal a római castrumokra emlékeztet. A várat négy méter mély várárok vette körül, vizét meleg vizű források táplálták. A vár egyetlen név szerint ismert építőmestere Ambrus mester.
1364-ben Miskolc városát és környékét a diósgyőri uradalomhoz csatolták. ~1370-ben itt írta alá Nagy Lajos király az első olyan európai adománylevelet, amely „szabad királyi várossá” nyilvánított egy várost (Kassát). 1381. november 26-án a diósgyőri várban – velencei követek jelenlétében – a király ratifikálta a korábban megkötött torinói békét, amelyben Velence városa kötelezte magát, hogy vasárnap és ünnepnapokon felvonja az Anjou-lobogót a Szent Márk téren. Az eseményt panoptikum örökíti meg a diósgyőri vár északkeleti tornyában.
A magyar–lengyel perszonálunió megszűntével Diósgyőr vesztett jelentőségéből, ettől kezdve magyar királynék nyaralóhelye volt. Tulajdonosai sorban:
- Lokietek Erzsébet
- Kotromanić Erzsébet
- Mária királynő
- Cillei Borbála
- Luxemburgi Erzsébet
- Podjebrád Katalin
- Aragóniai Beatrix
- Candale-i Anna
- Jagelló Anna
- Habsburg Mária

Az utolsó királyné, aki itt élt, II. Lajos felesége, Habsburg Mária volt. 1546-ban írásban lemondott a várról, amit addigra már elfoglalt az erdélyi vajda. A török veszély közeledtével a vár északi oldalát megerősítették.
1526 után várnagya Pemfflinger Sebestyén lett. 1540-ben a gyarmati Balassa Zsigmond 20 ezer aranyforintért zálogba vette Ferdinánd királytól. A család az addigi várpalotát erőddé alakította át, az északnyugati torony elé olasz mintára rondella épült. A karcsú tornyok helyére zömök bástyák kerültek. A bejáratot a nyugati oldalra helyezték át, a királylépcső mellé ötszögű olasz bástyát építettek. Ekkor emelték a háromszintes kazamatát is. Ez volt az utolsó nagy átépítés a vár történetében. Balassa Zsigmond halála után a várat neje, Fánchy Borbála örökölte, majd az ő halála után a király visszaváltotta. 1564-től zálogbirtokosok egész sora követte egymást, a vár pusztulásnak indult. A 16. század második felében a vár a végvári vonalba került. Csekély őrsége nem tudta megakadályozni, hogy a török 1544-ben felégesse és kifossza, majd a környező falvakkal együtt adófizetésre kényszerítse Miskolcot.

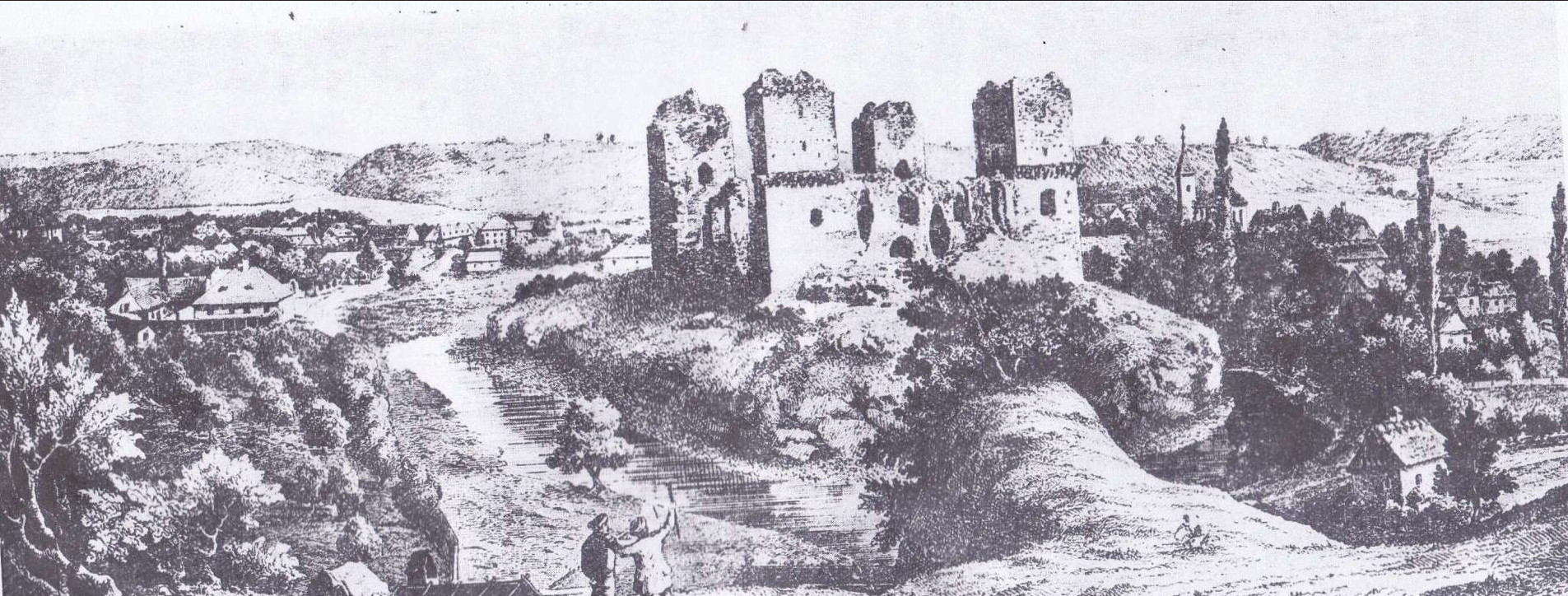
A romos vár 1853-as kőmetszeten

1596-ban a török elfoglalta Egert, és Mezőkeresztes mellett legyőzte a keresztény seregeket. Ezután hamarosan (1598-ban) Diósgyőr is elesett, és ura az egri pasa lett, de ekkor a keresztények gyorsan visszafoglalták. Kedvezőtlen fekvésén nem tudtak javítani, de külső védművekkel próbálták megerősíteni:
- az legvédtelenebb északi oldalon a külső vár kettős kaputornyát fedett ágyúállássá alakították,
- az északkeleti toronyhoz nagy alapterületű rondellát csatoltak,
- az északnyugati toronyhoz sokszögű bástyát építettek,
- a nyugati oldalon nyíló kapu elé huszárvárat emeltek.

A 17. század elején az országgyűlés egy sor határozatban rendelte el bővítését, illetve karbantartását, ezek a rendelkezések azonban 1660-ig papíron maradtak. Az őrség fizetése akadozott, a falak omladoztak – az 1650. évi török ostromot azonban így is sikerült visszaverni. 1673-ban leégett a vár tetőzete. Ekkor a vár már alig volt lakható. A század végére minden hadászati értékét elvesztette. A kuruc harcokban már nem játszott semmilyen szerepet.
1703-ban három oldala már erősen romos volt; a negyediket a tulajdonos Haller báró rendbe hozatta. 1730-ban a kápolnát is magába foglaló szárny még használható volt, a többivel nem törődtek. 1756-ban a diósgyőri koronauradalom borházzá szerette volna átalakítani, de a tervekből végül nem lett semmi; a romokat a környék lakossága kőbányának használta. A vármegye 1784-ben engedélyt kért és kapott, hogy a vár falából köveket bányászhasson a Sajó hídjának építéséhez. A kápolnában egy ideig még tartottak istentiszteleteket, de 1820-ra azt is széthordták.
Bár a két települést már 1903-tól autóbusz-, 1906-tól villamosközlekedés kötötte össze, egy 1932-es útikönyv Diósgyőrt még Miskolccal egybeépült szomszédos községként említi. 1945. január 1-jével Diósgyőrt hivatalosan is Miskolchoz csatolták, ekkor jött létre a történelmi Miskolcból, Diósgyőrből és a környező településekből kialakuló Nagy-Miskolc. Diósgyőrt és Miskolcot először a köztük felépülő gyár kötötte össze, majd a két település egyre inkább összeolvadt, napjainkban már csak tábla jelzi az egykori történelmi Diósgyőr határát.

## Modern kori feltárások és felújítások

### A 20. századi feltárások

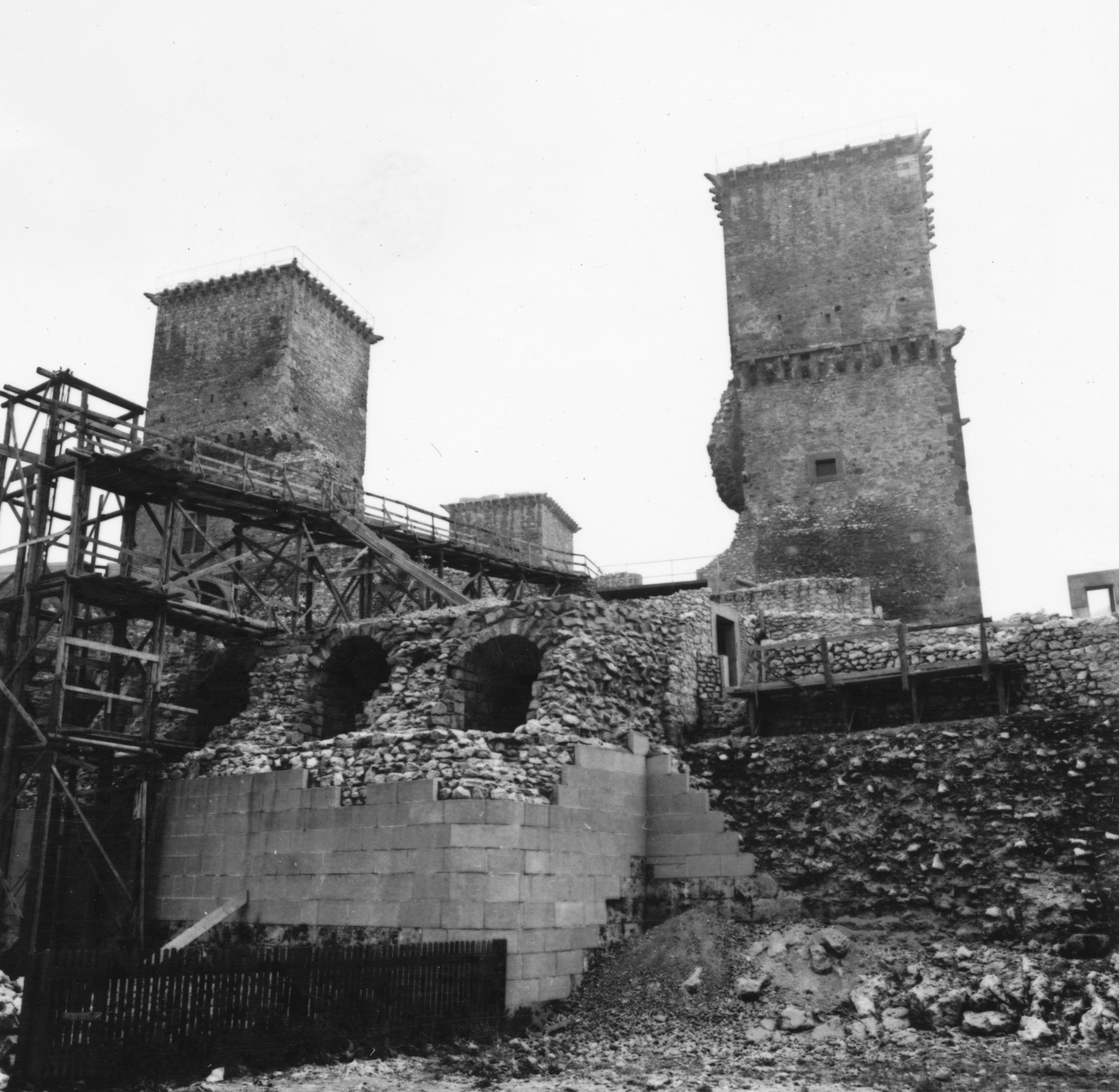
Építési munkálatok 1975-ben

A várban 1934–1936 között már folyt tudományos igényű feltárási munka. A helyreállítása 1953-ban indult meg, 1955 és 1961 között több méter magas feltöltést hordtak ki belőle, és ekkor még csak az életveszélyesen romos részeket hozták rendbe. 1960-tól a régészeti feltárás is megkezdődött. A rondellát Ferenczy Károly építész hozta rendbe. 1962-ben az Országos Műemléki Felügyelőség vette át a feltárás irányítását, és Czeglédy Ilona régészt bízta meg a további feltárással. A feltárt műemlék és nagy mennyiségű lelet bemutatására 1968 augusztusában nyílt meg meg a Diósgyőri Vármúzeum.  A négy torony közül az északkeletiben (a volt királyi lakosztály tornya) akkor vártörténeti kiállítás, fegyverkiállítás és a torinói békének emléket állító panoptikum volt látható Nagy Lajos király és a velencei követ viaszfiguráival; az északnyugatiban kilátó működött, a földszintjén pedig éremverde (jelenleg is működik), ahol a turista saját kezűleg készíthet emlékérmet magának; a délkeleti torony (az egykori királynéi lakosztály) ép, de a turisták számára zárva van (többnyire öltözőként szolgált a Várjátékok szereplői számára); a délnyugati torony romos volt.

### A rekonstrukció első fázisa (2013-2014)

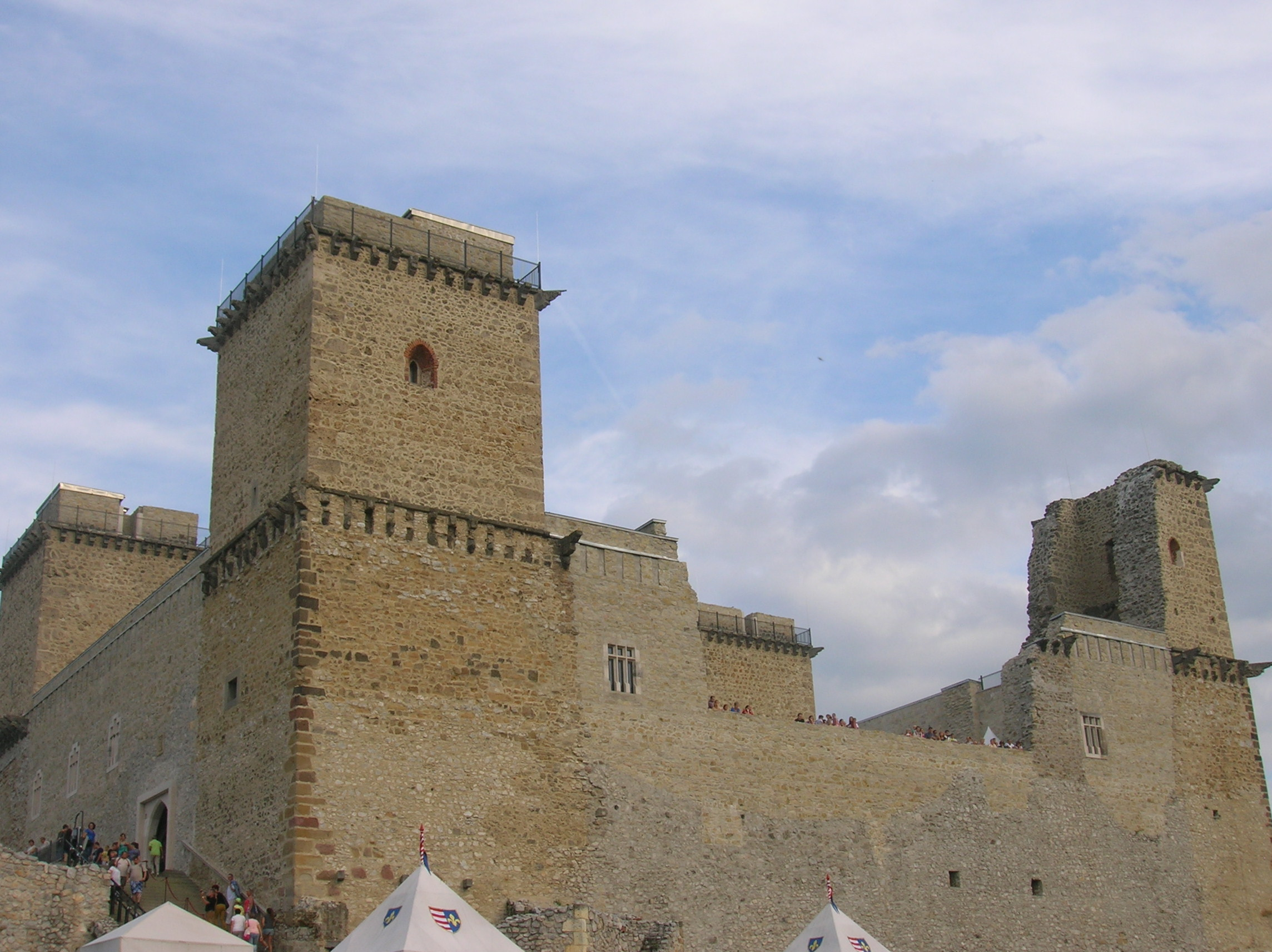
A vár 2014-es kinézete

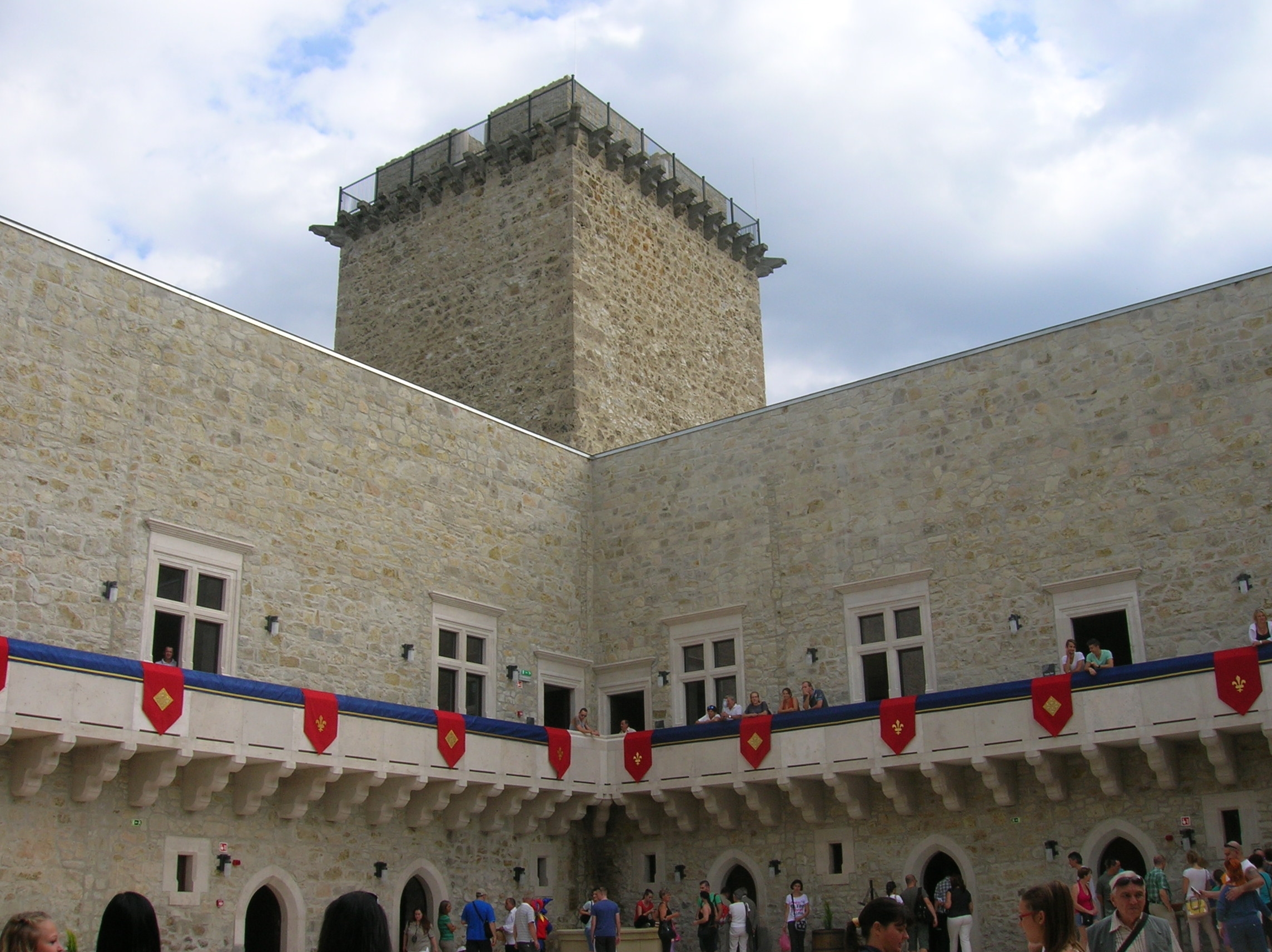
A vár belső tere…

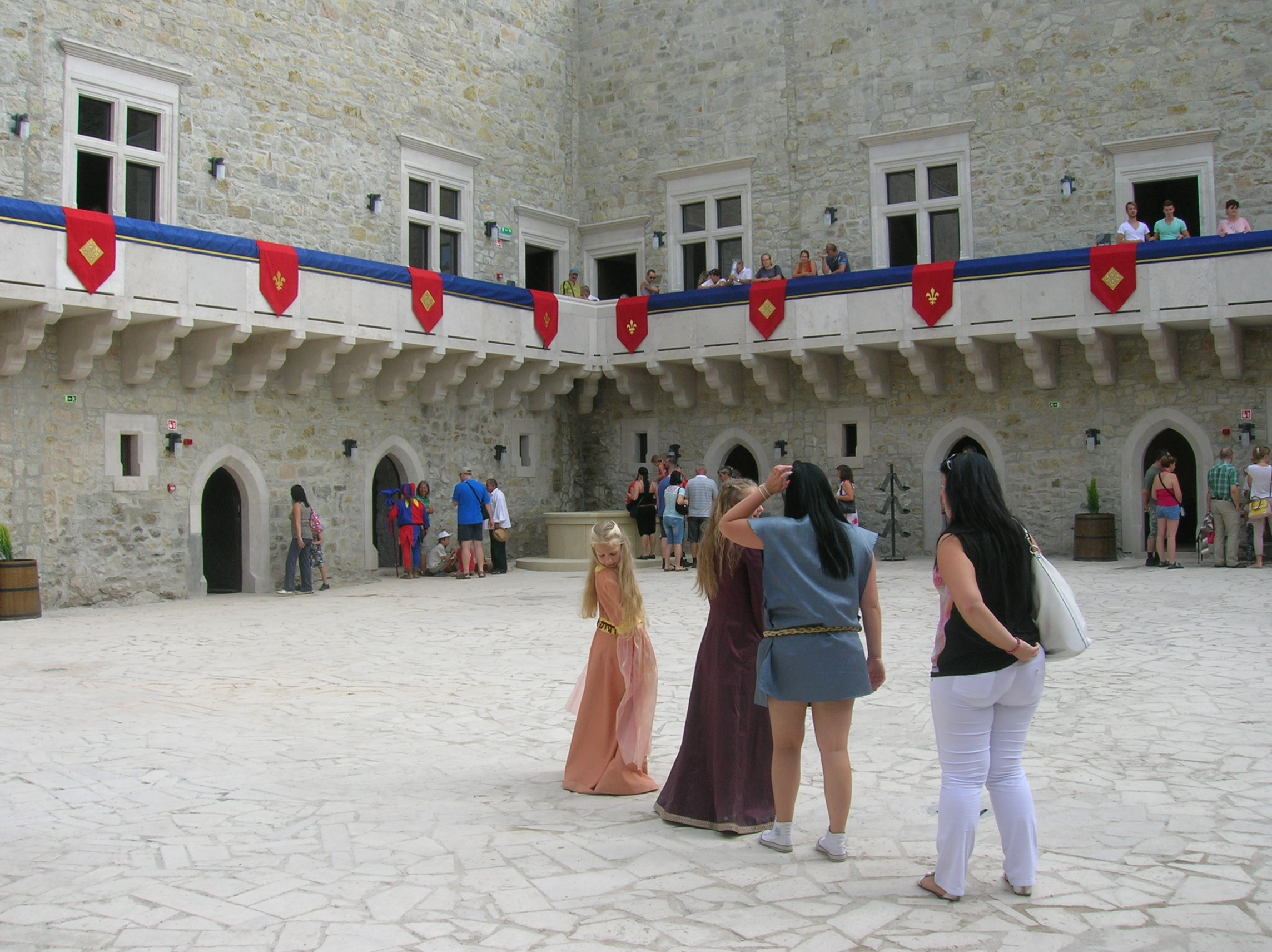
…olyan, akárcsak fénykorában

2014-ben a várat 2,7 milliárd forintos beruházással nagyrészt újjáépítették, melynek során nemcsak a romok konzerválása, hanem a továbbépítése, rekonstrukciója is megtörtént. A vár a nyugati szárny egy szintjét kivéve két szint magasságig újra felépült. A felújítás a délnyugati tornyot első szintjétől magasabban nem érintette. Utóbbi torony még jóval régebben, egy villámcsapás miatt rongálódott meg, és a vár arculatát, karakterét meghatározó jellege miatt a tornyot nem állították helyre. A másik három újjászületett palotaszárnyban helyreállították Közép-Európa legnagyobb lovagtermét, a várkápolnát és a királynék lakótermét, valamint a borospincét és több, reprezentatív célokat szolgáló termet a teljes belső udvarral és gyilokjáróval együtt. A tornyok legfelső szintjeit biztonságosabbá tették, vendéglátó egységeket is elhelyeztek. A felújítás eredeti tervek és korabeli festmények alapján készült. A megújult várat 2014. augusztus 30-án adták át.
A forrás, amely korábban a várárkot töltötte fel, évtizedekig a Diósgyőri Strandot látta el vízzel, egészen a strand 2014-es bezárásáig.

### A rekonstrukció második fázisa (2021–)
A Nemzeti Várprogram keretében végzett fejlesztés központi eleme egy személyre szabott élményséta, amely a valóságos fizikai terekben a virtuális valóság eszközeit használva teszi lehetővé különféle korok bemutatását. Az attrakció létrehozását nagymértékű infrastrukturális beruházás kíséri. A felújítás ezen üteme 2021 elején kezdődött, azóta a vár nem látogatható. A rekonstrukció utolsó szakaszában a várat teljes egészében a Nagy Lajos király korabeli állapotára állítják vissza a harmadik szint, a palotaszárnyak és a tornyok egésze és tetőszerkezete, a külső és a tornyok tetőszerkezetét tartó gyilokjáró, a külsővár egésze, a várárok, valamint a kapcsolódó kiszolgáló épületek és a bejáratot biztosító torony újjáépítésével. Bár a terveket régészeti és művészettörténészi alapokkal már 2017-ben bemutatták, és a projekt befejezését eredetileg 2020-ra datálták, a beruházás jelentős csúszásba került. A várfalak előre nem látott állékonysági problémái, politikai szembenállások és anyagi nehézségek miatt a vár jelenleg a felújítás második ütemében, félkész állapotban maradt. A felújítás első szakasza széles körben pozitív visszhangot váltott ki. A műemlékvédelmi és építészeti szempontból egyaránt kifogásolt második ütem azonban a közvéleményt már sokkal jobban megosztja. A projekt idő előtti befejezése, a tervek módosítása, visszabontások megvalósítása sem a városvezetés, sem a kivitelező, sem pedig a kormány részéről nincs napirenden, ellentétben a felújítás mihamarabbi befejezésével és a vár látogathatóvá tételével.

## A vár kulturális jelentősége a 2000-es években

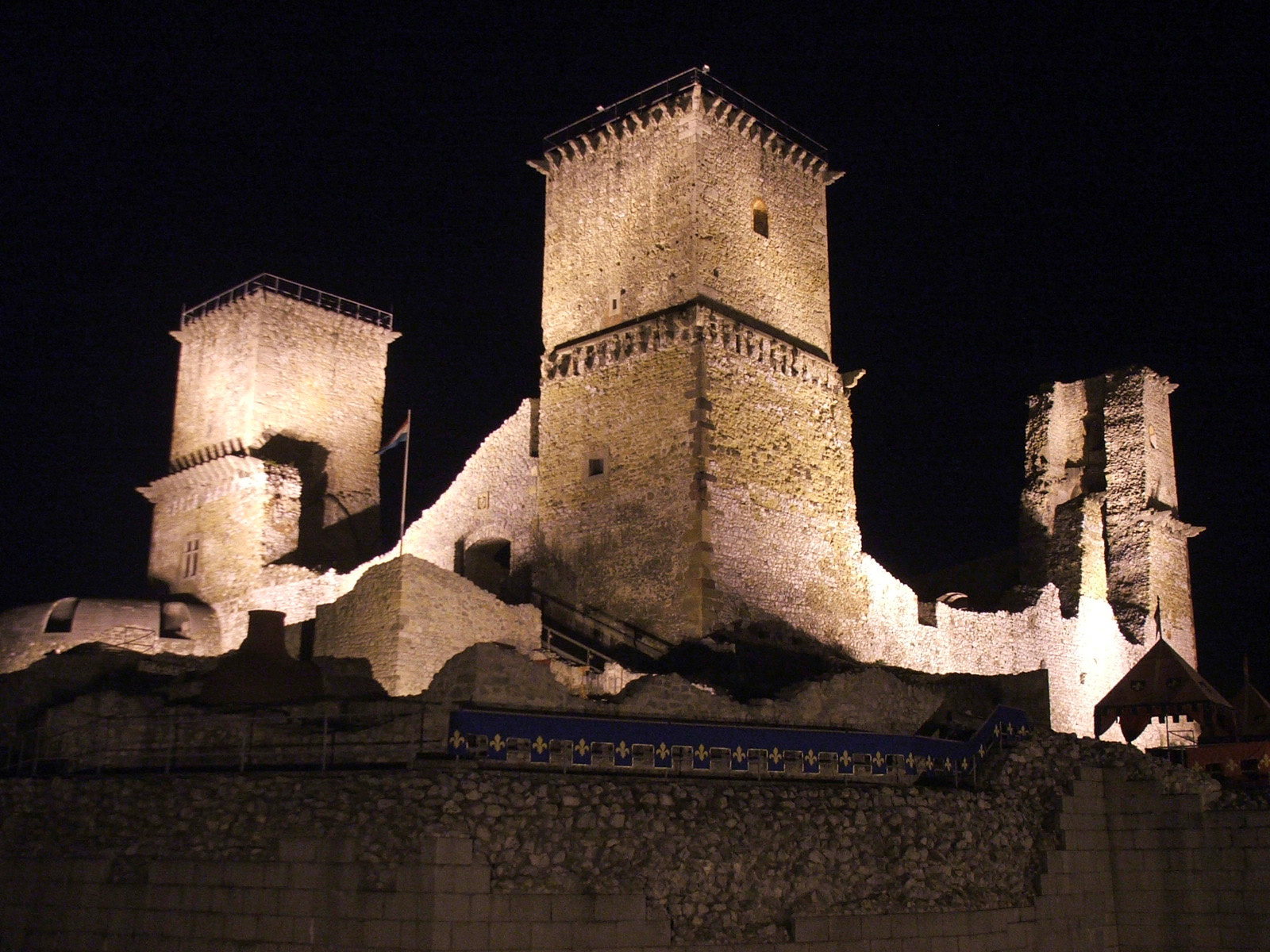
2007-ben, részleges falazásokkal, éjszakai kivilágításban

2021-től átépítés miatt bizonytalan ideig nem látogatható. Előtte számtalan nyári rendezvénynek és koncertnek adott színhelyet. A Kaláka fesztivál (korábban Kaláka folknapok, Kaláka folkfesztivál) fő helyszíne 1980 és 2011 között a Diósgyőri vár volt.
A vár turisztikai látványosságaihoz hozzátartozik egy valamivel nagyobb panoptikum a külső várban, itt hat életkép nyújt betekintést a középkori Diósgyőr mindennapjaiba. A vár évente kétszer otthont nyújt a Diósgyőri várjátékoknak, mely során Nagy Lajos korát elevenítik fel, lovagi tornák és más előadások tekinthetők meg, a vár mellett pedig középkori vásár zajlik. A 2014-es felújítás előtt a vár középső udvarán szabadtéri koncerteket és színielőadásokat tartottak, a nézőtéren 800 ember fért el. A felújítást követően az egykori Diósgyőri strand területén a Lovagi Tornák Tere ad lehetőséget akár több ezer fős rendezvények lebonyolítására.
A várban rendezett középkori jellegű fesztiválok – pl. A Királynék tavasza (április), Diósgyőri várjátékok (május), Középkori forgatag (augusztus) – során dr. Lovász Emese, a Herman Ottó Múzeum régésze személyesíti meg Kotromanić Erzsébetet, I. Lajos király feleségét, míg férje, Lénárt Attila jeleníti meg I. Lajost, a lovagkirályt. Mindketten a Diósgyőri Aranysarkantyús Lovagrend alapító tagjai.
A vár turisztikai vonzerejéből levon valamennyit a tény, hogy a környék viszontagságos történelmének köszönhetően nem veszi körül akkora történelmi városrész, mint az egri vagy a kőszegi várat, és vadregényes erdők mellett a kevésbé romantikus diósgyőri lakótelep bérházai is környezetül szolgálnak neki. A közelben van azonban a Bükk-vidék központi része, amely növeli a vonzerejét. Figyelemre méltó többek között a közvetlenül a vár szomszédságában álló Déryné-ház, amely a 19. század kedvelt színésznőjének szentelt múzeum, illetve a kissé távolabbi katolikus templom melletti középkori Mária-oszlop.
A vár szomszédságában – részben az egykori Várfürdő területét is elfoglalva – 2015 augusztusára készült el a Lovagi Tornák Tere, ahol lovas rendezvényeket, lovagi tornákat, sporteseményeket tartanak, emellett szabadtéri színházi előadások, koncertek megrendezésére is alkalmas.

### A panoptikum
A panoptikum a vár kazamatájában található. A viaszfigurák többsége a torony rondellájában kialakított kiállítóteremben áll, ahol hat életképet alakítottak ki.
1. Mindennapi élet a középkori Diósgyőrben: Tíz viaszfigura, akik a középkori emberek mindennapjaiból vett jelenetet mutatnak be.
2. Lovagi torna: A jelenetben tíz viaszfigura látható.
3. Középkori vásár: Tizennégy viaszfigura elevenít meg egy középkori vásárnapot.
4. Magyar György pokoljárása: A középkorban ismert legendának állít emléket. Magyar György Nagy Lajos király egyik lovagja volt, aki a király itáliai hadjárata során több száz ártatlan embert mészárolt le. Vezeklésül az írországi Szent Patrik-barlangba küldték, mely a közhiedelem szerint a pokol bejárata volt. A valóságban kénes gázok törtek fel a barlangban, ezért kevesen jutottak ki élve, de Magyar Györgynek sikerült, bár a gázoktól látomásai támadtak. Miután kijutott a barlangból, szentként tisztelték. A tizennégy viaszfigura közt láthatjuk Magyar Györgyöt, az általa lemészárolt emberek holttestét, a penitenciát kirovó papokat és a lovag látomásainak szörnyalakjait.
5. Kassa címerének adományozása: Kassa városa 1369-ben címert kapott Nagy Lajostól. Ez volt az első alkalom a történelemben, hogy városnak címert adományoztak. Tíz viaszfigura örökíti meg az eseményt, köztük a király, a királyné és a kassai követ.
6. Nagy Lajos, a lovagkirály: A trónon ülő Nagy Lajost az udvar tagjai veszik körül, összesen hét viaszfigurából áll az élőkép.

A rondellában megtekinthető nagy panoptikum hat élőképén kívül az északkeleti torony egy felsőbb szintjén megtekinthető egy kisebb jelenet is, ez az 1381-ben megkötött turini békekötést ábrázolja. Az eseményt nyolc viaszfigura örökíti meg, közte a trónján ülő Nagy Lajos király, tanácsadói körében és az előtte térdelő velencei követ. A torony egy alsóbb szintén a diósgyőri pálos kolostorról megemlékező kiállítás tárgyai közé tartozik egy középkori pálos szerzetes életnagyságú viaszfigurája is.

## A vár a kultúrában
A vár régóta kedvelt téma a művészetben. Ludwig Rohbock 1840 körül készített róla metszetet, ennek alapján készült az a grafika, amely az 1998 és 2009 között forgalomban lévő 200 forintos bankjegy hátulján volt látható. Telepi György 1857-ben az újjáépített Miskolci Nemzeti Színház előfüggönyén festette meg a várat, de ez a műve sajnos nem maradt fenn. Telepy Károlynak a várat ábrázoló tájképe (1860) a Nemzeti Galériában tekinthető meg. Bartus Ödön 1921-ben akvarellként, 1925-ben pedig – a diósgyőri községháza számára – nagy méretben festette meg a várat, Helbing Ferenc pedig a lillafüredi Palotaszálló földszinti halljának pannóján ábrázolta. Mattioni Eszter 1950-es évekbeli hímeskő alkotása a Szinyei Merse Pál utca egyik épületét díszíti. Megfestette vagy lerajzolta még többek között Kelety Gusztáv, Ligeti Antal, Gimes Lajos, Kunt Ernő, Lukovszky László, Gulyás Dénes, Barczi Pál.
A vár falán emléktábla állít emléket Petőfi Sándornak, aki 1847. július 8-án a diósgyőri várban járt. A költő a várból nézte végig a naplementét, ami Alkony című versét ihlette. Tompa Mihály a vár építéséről szóló helyi legendát dolgozza fel Diósgyőr című versében (1852).
Miskolc miniszobrai közül a vár az egyetlen, amely mindkét helyszínen, az avasi kilátó és a miskolctapolcai park miniszobrai közt is szerepel. Egy makettje szerepel a Géniusz könyváruházban kiállított, Miskolc emblematikus épületeit ábrázoló makettek között, melyeket Csizmadia Sándor készített. A vár kicsinyített, méretarányos modellje a Baráthegyi majorság területén játszóvárként funkcionál.
A Nemzeti Bank a 2004-ben indult Magyar várak emlékérme-sorozat második tagjaként bocsátotta ki a várat ábrázoló, 5000 Ft névértékű ezüstérmét, tervezője Szöllősy Enikő.

## Megközelítés tömegközlekedéssel
- A várat eredetileg a 69-es busszal lehetett megközelíteni megszűnéséig, viszont az 1-es villamosról leszállva a Diósgyőr-városközpont megállónál elérhető kb. 8 perc sétával
- Tömegközlekedési utazástervező

## Képgaléria

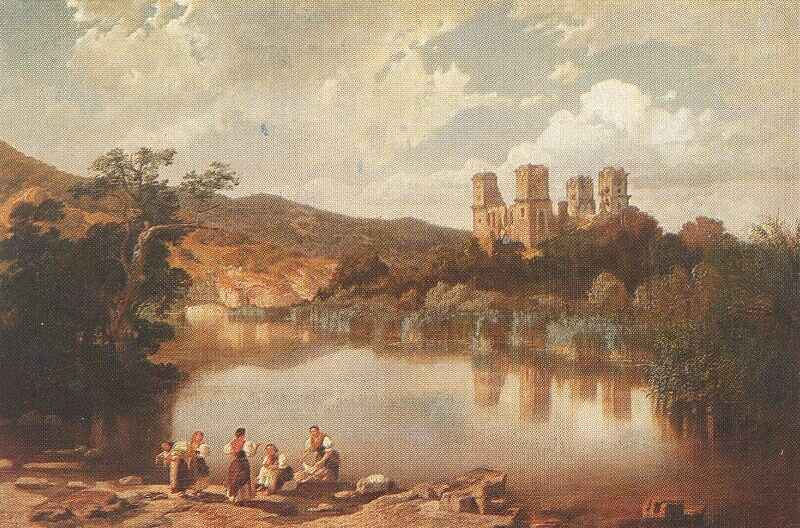
Telepy Károly: A diósgyőri várrom (1860)
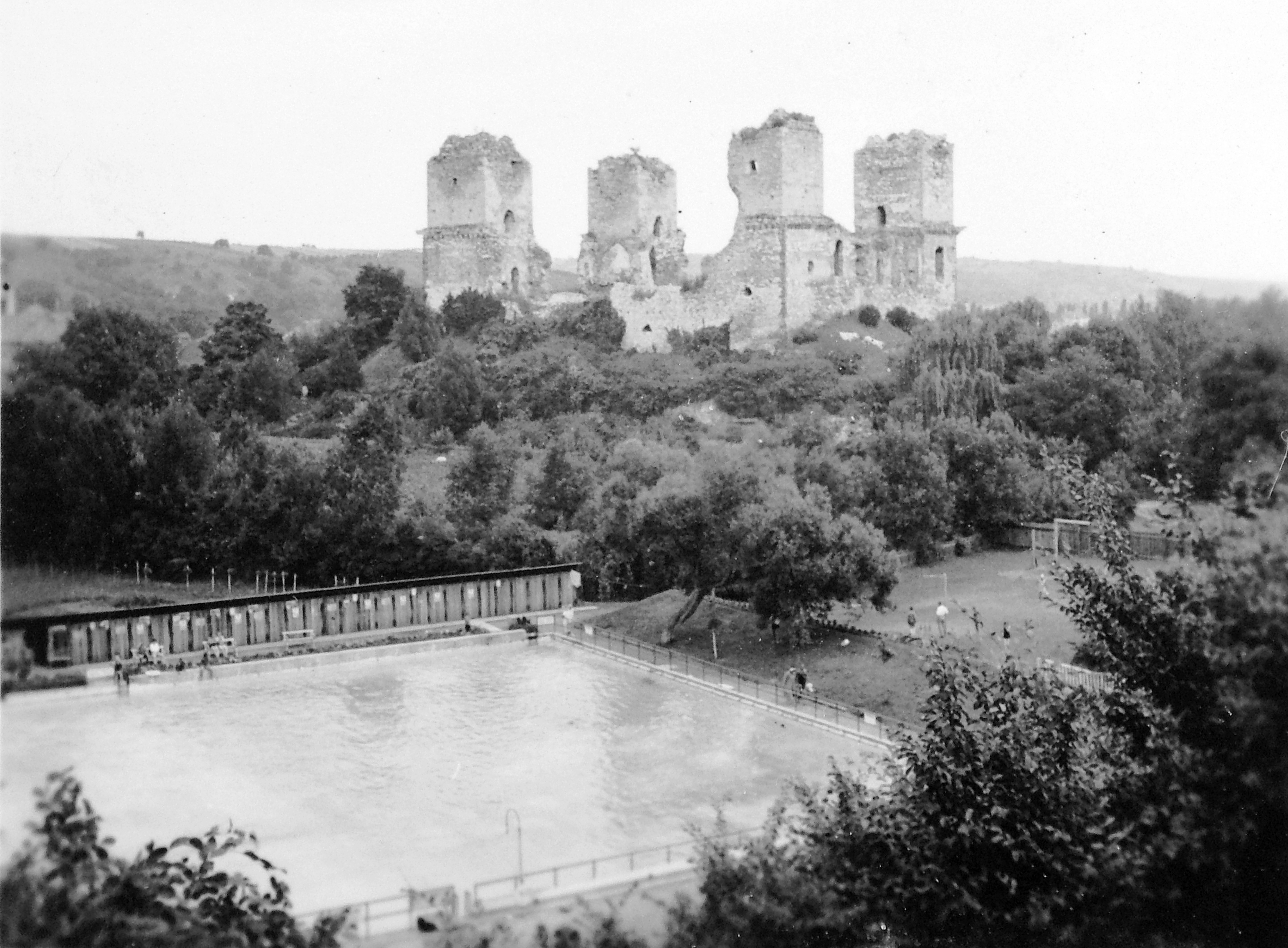
Vár és előtte a strand. 1938
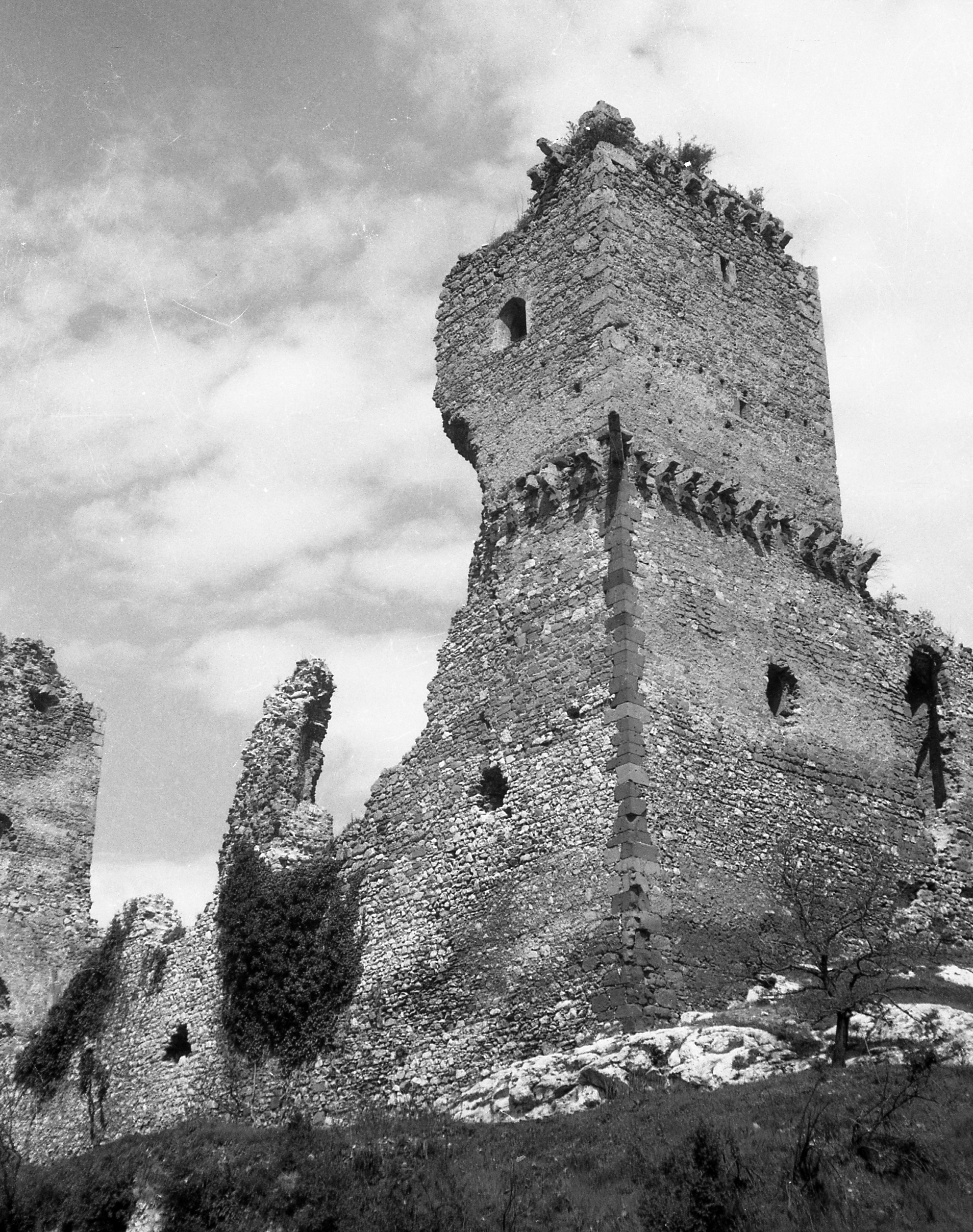
A romok 1951-ben
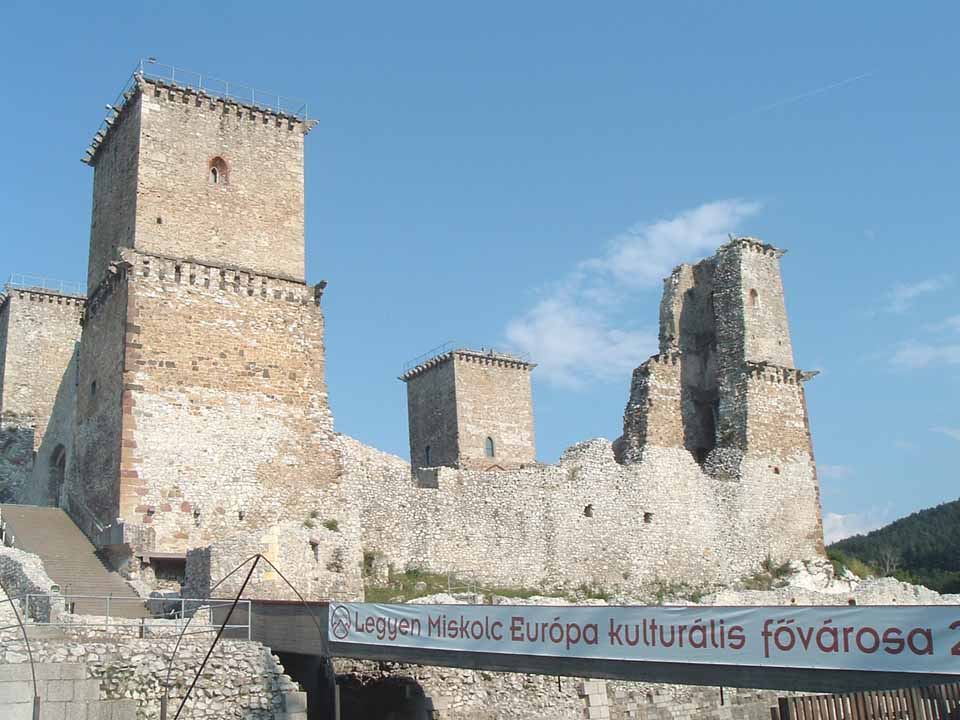
A vár 2006-ban
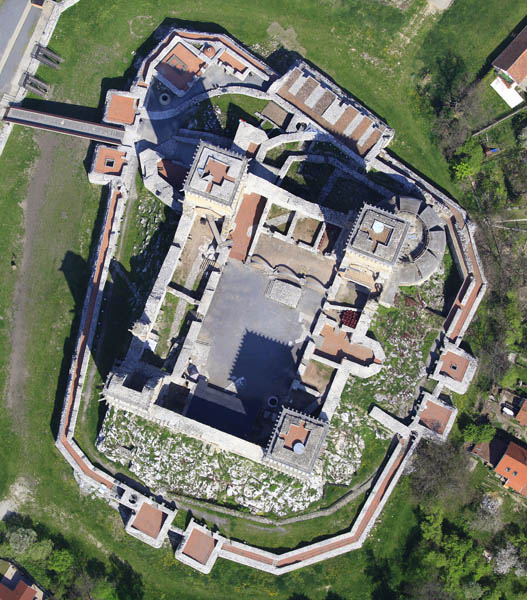
Légi fotó a 2010-ből
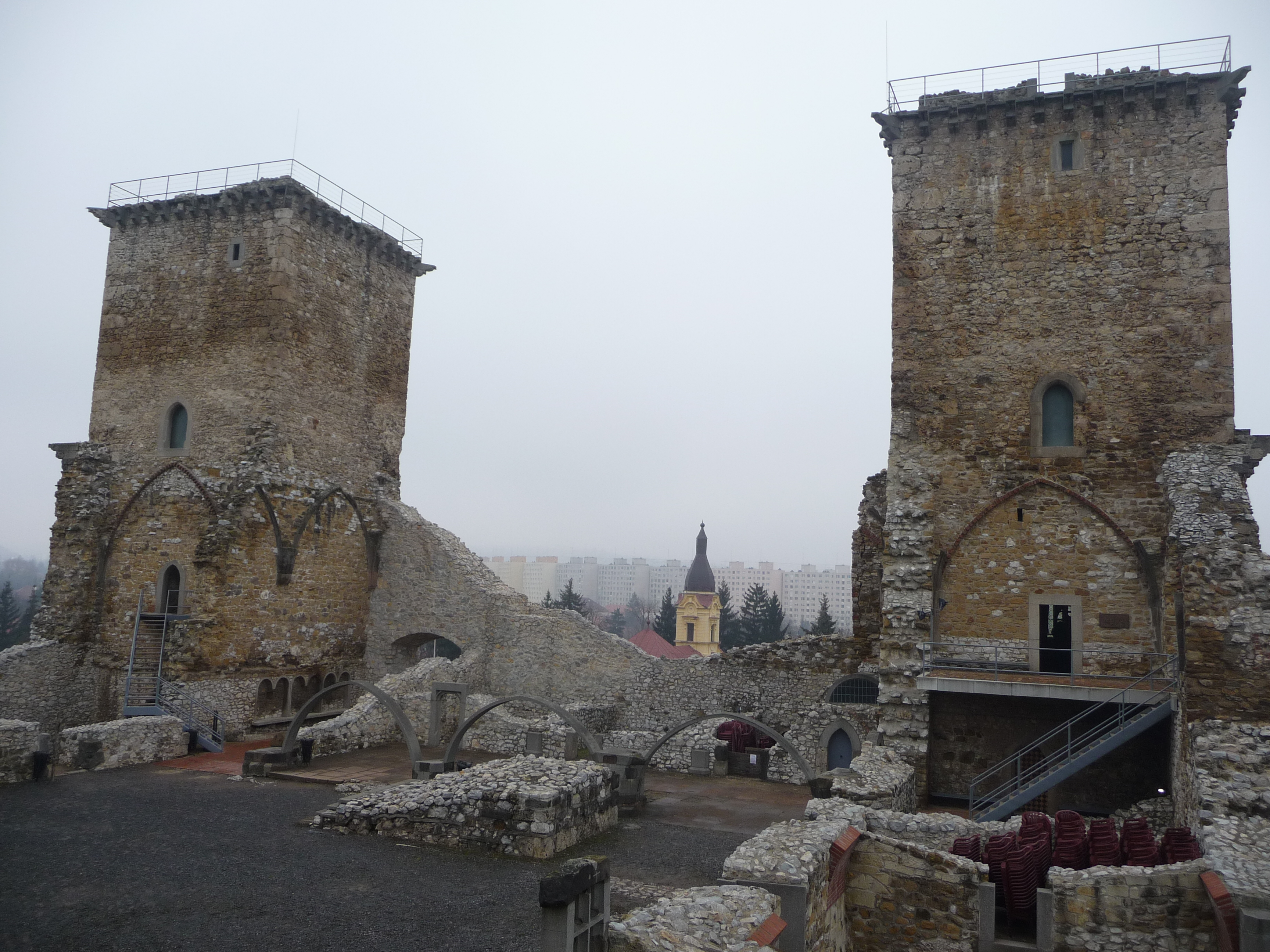
A várudvar 2011-ben, a háttérben a református templom tornyával
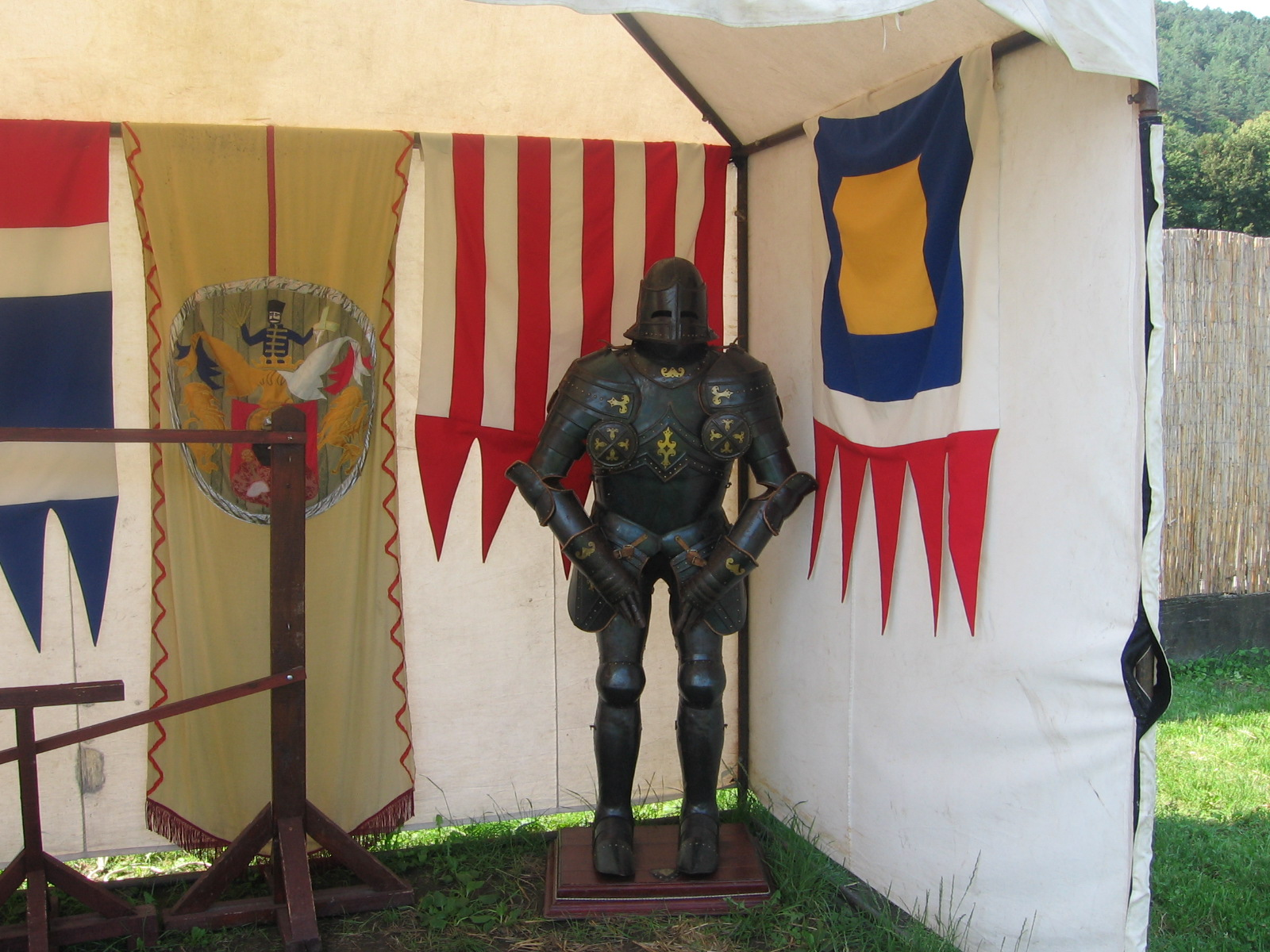
Meg lehet fogni a páncélokat, fegyvereket, egyes védőöltözetekbe bele is lehet bújni
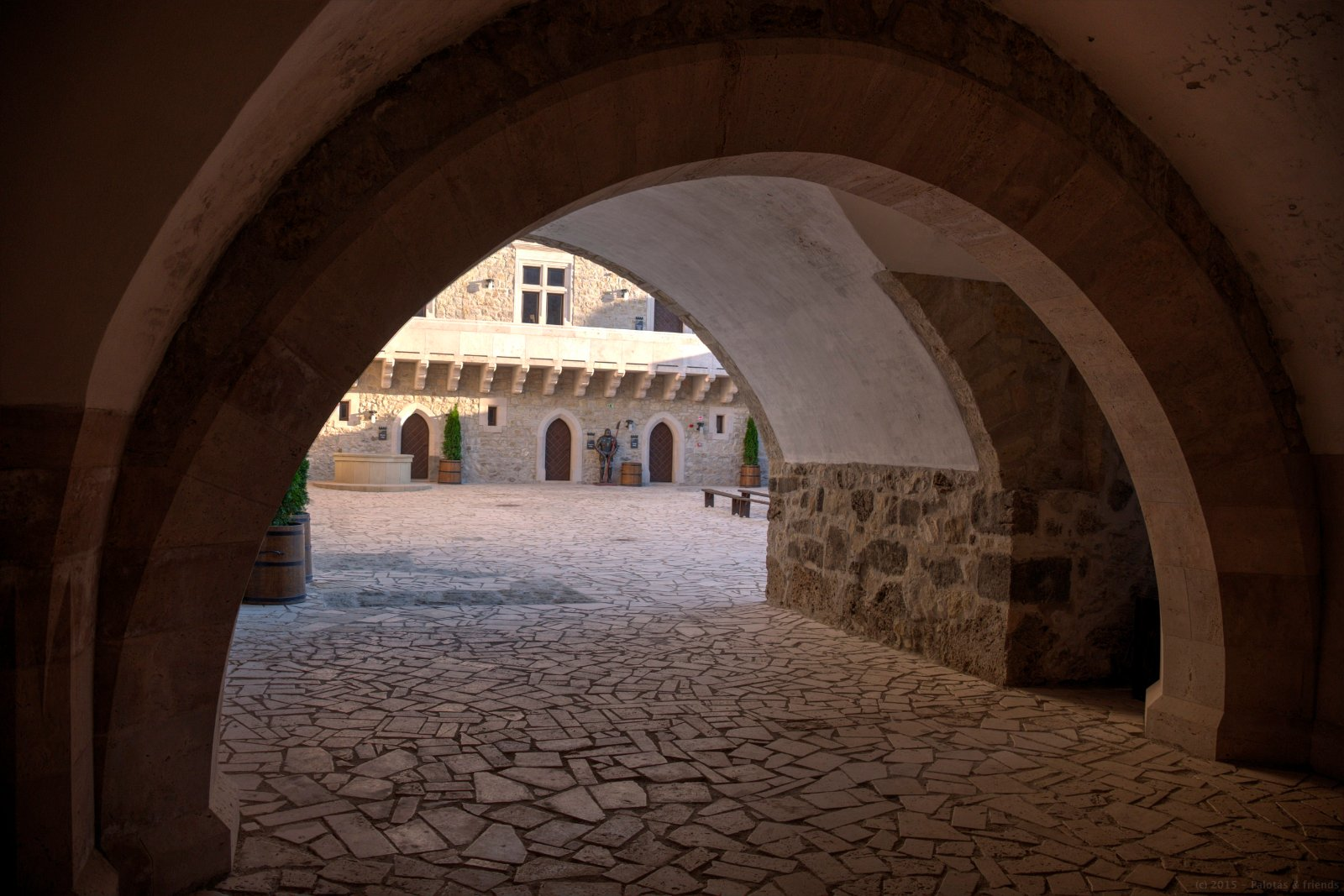
Belátás a várudvarba
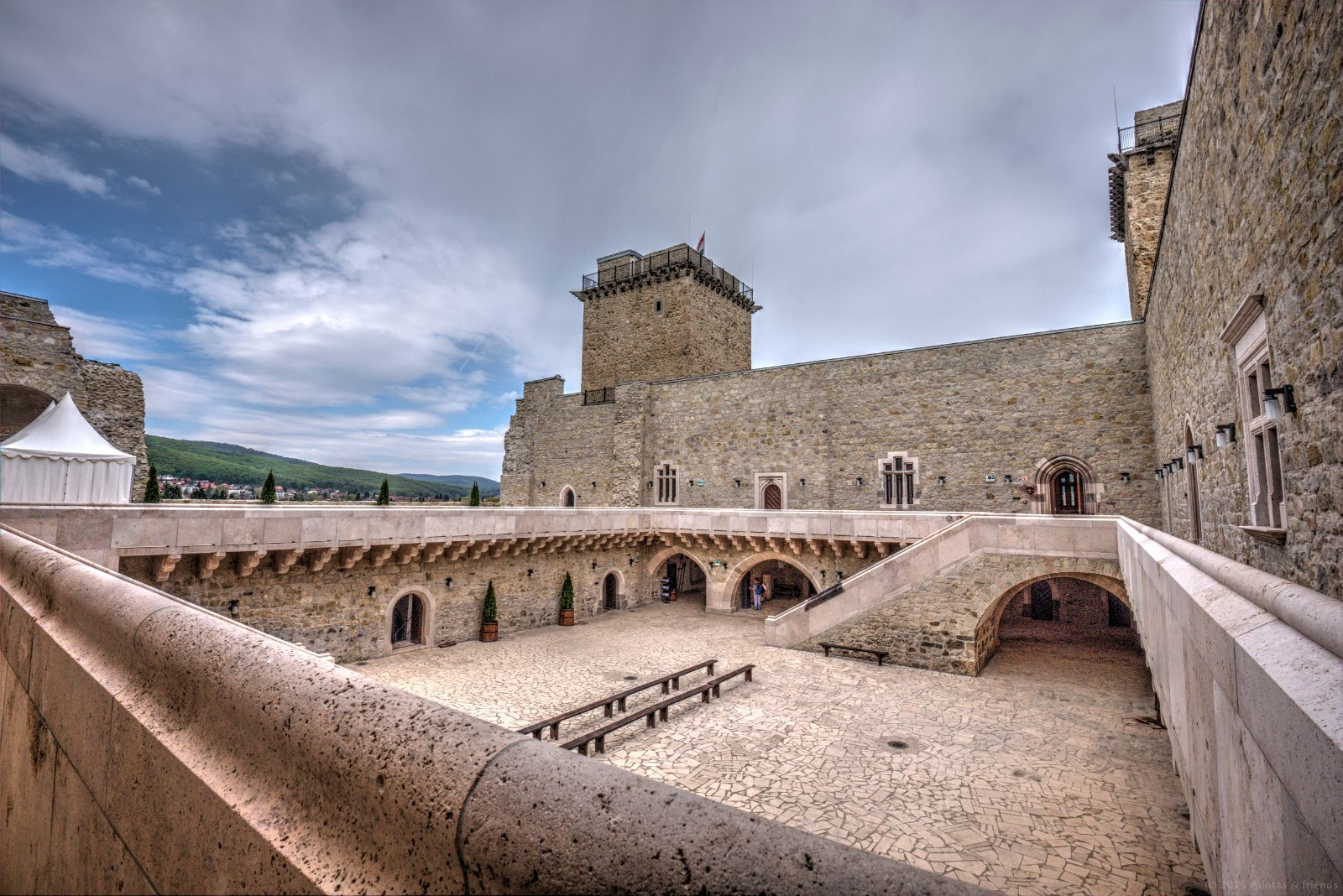
A várudvar
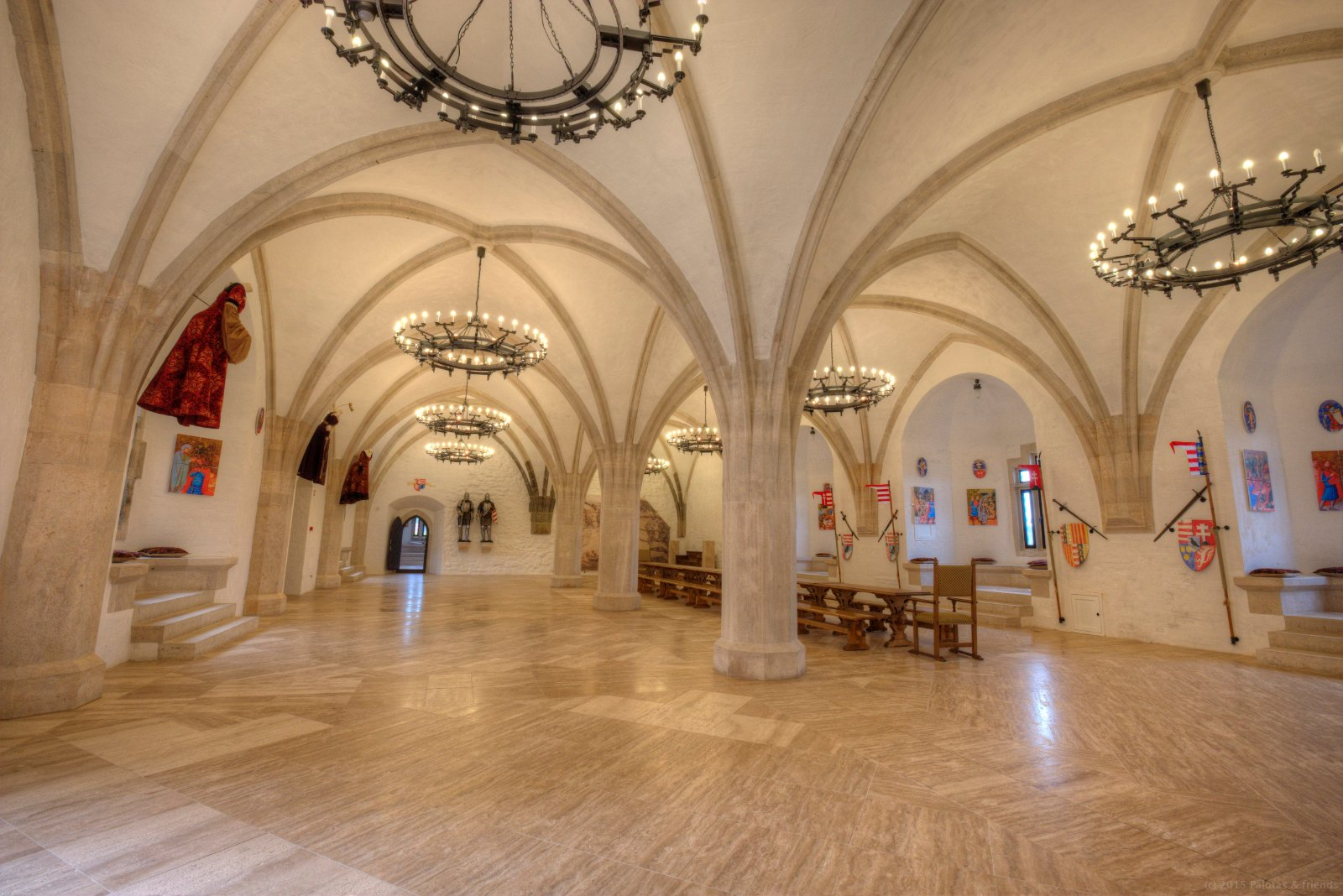
A lovagterem
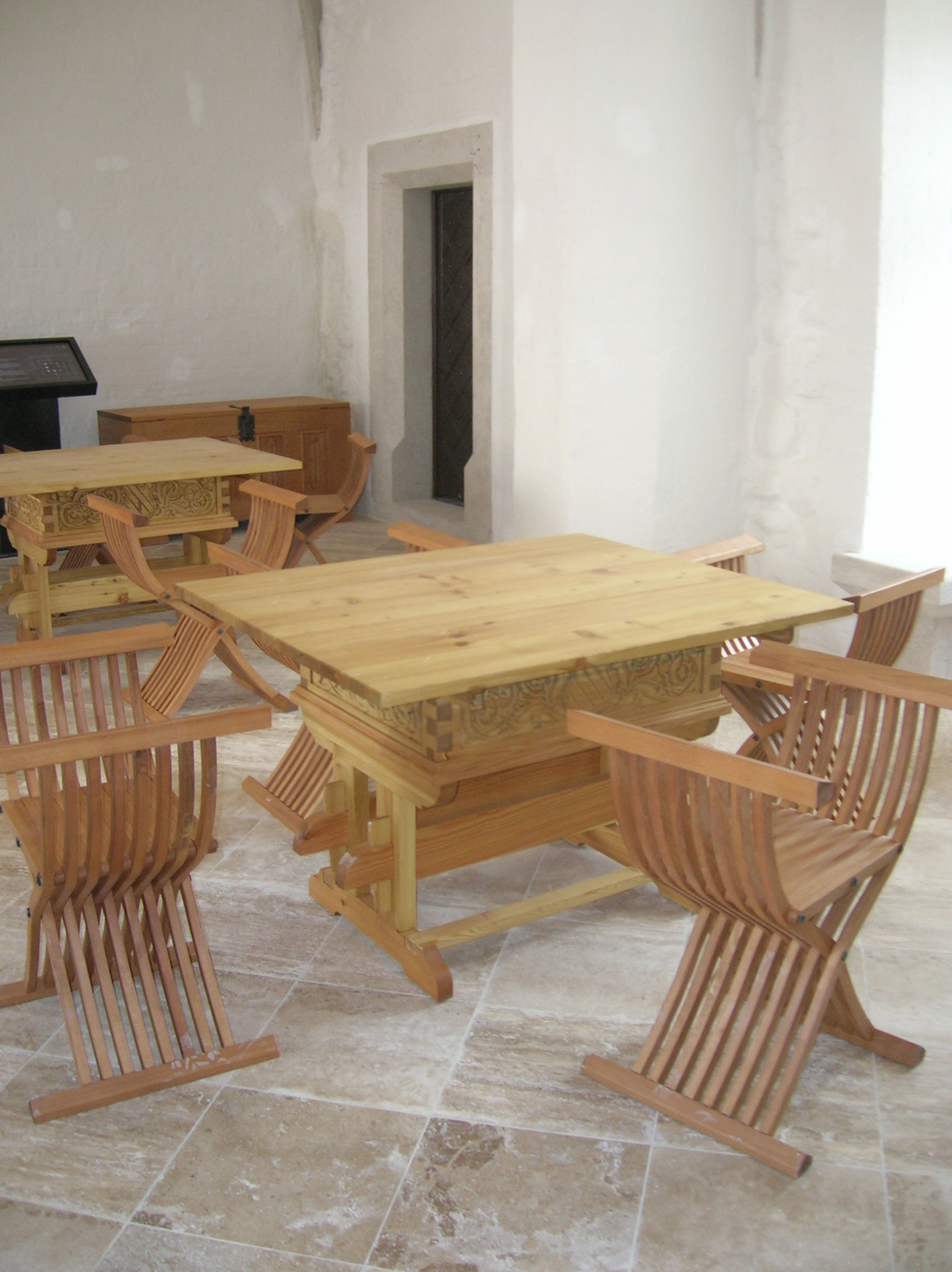
Belső tér
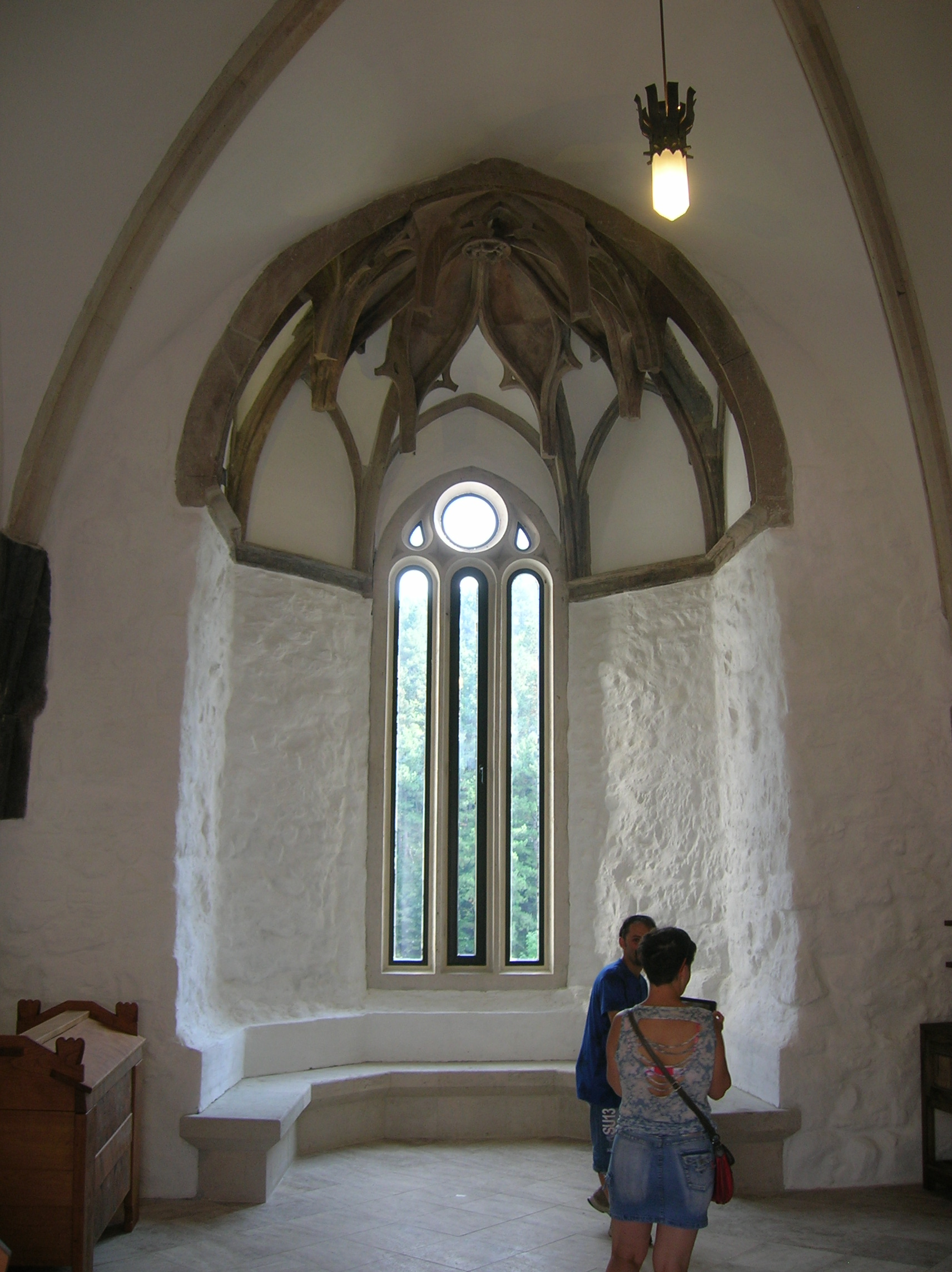
Korhű belső tér napjainkban
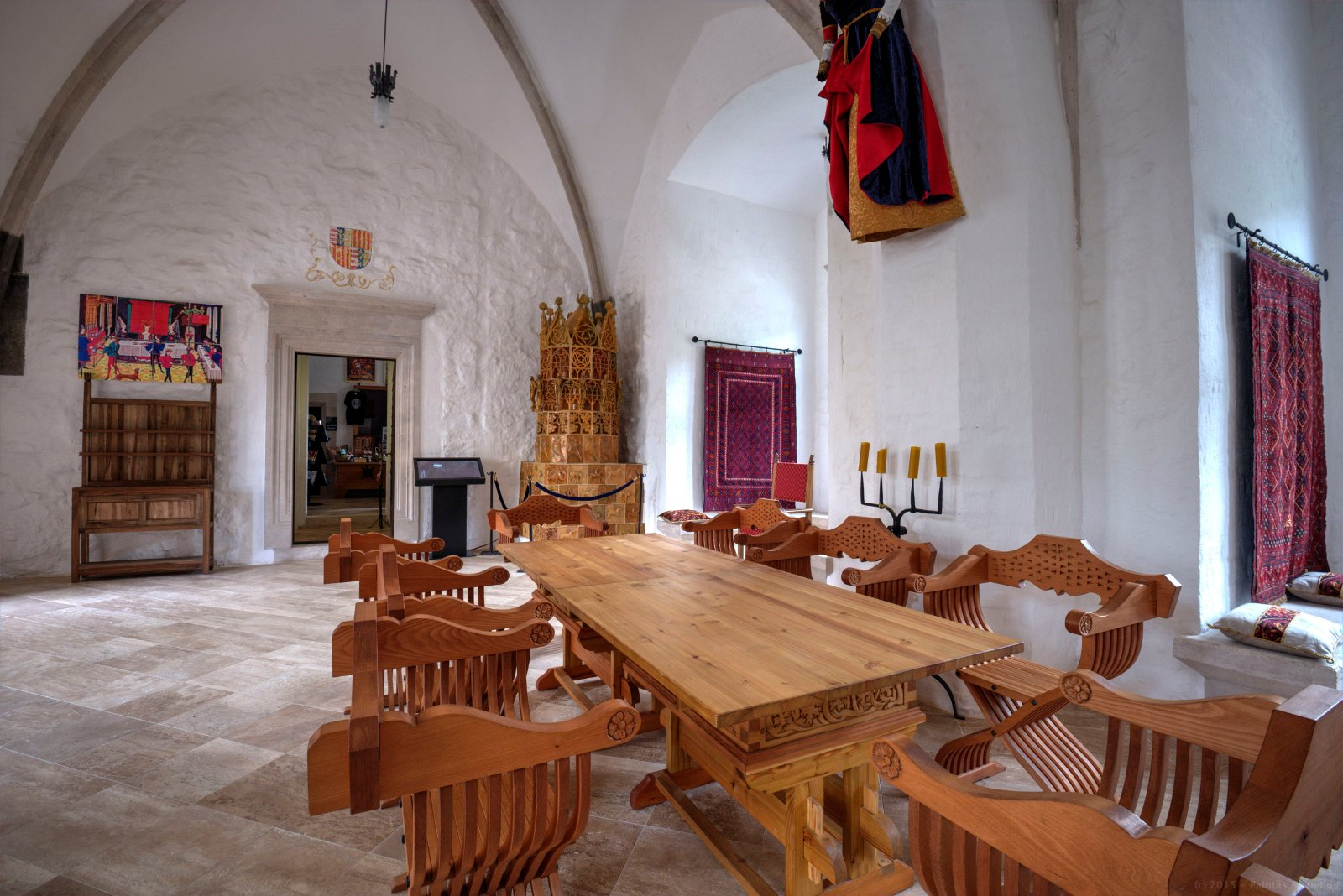
Belső részlet
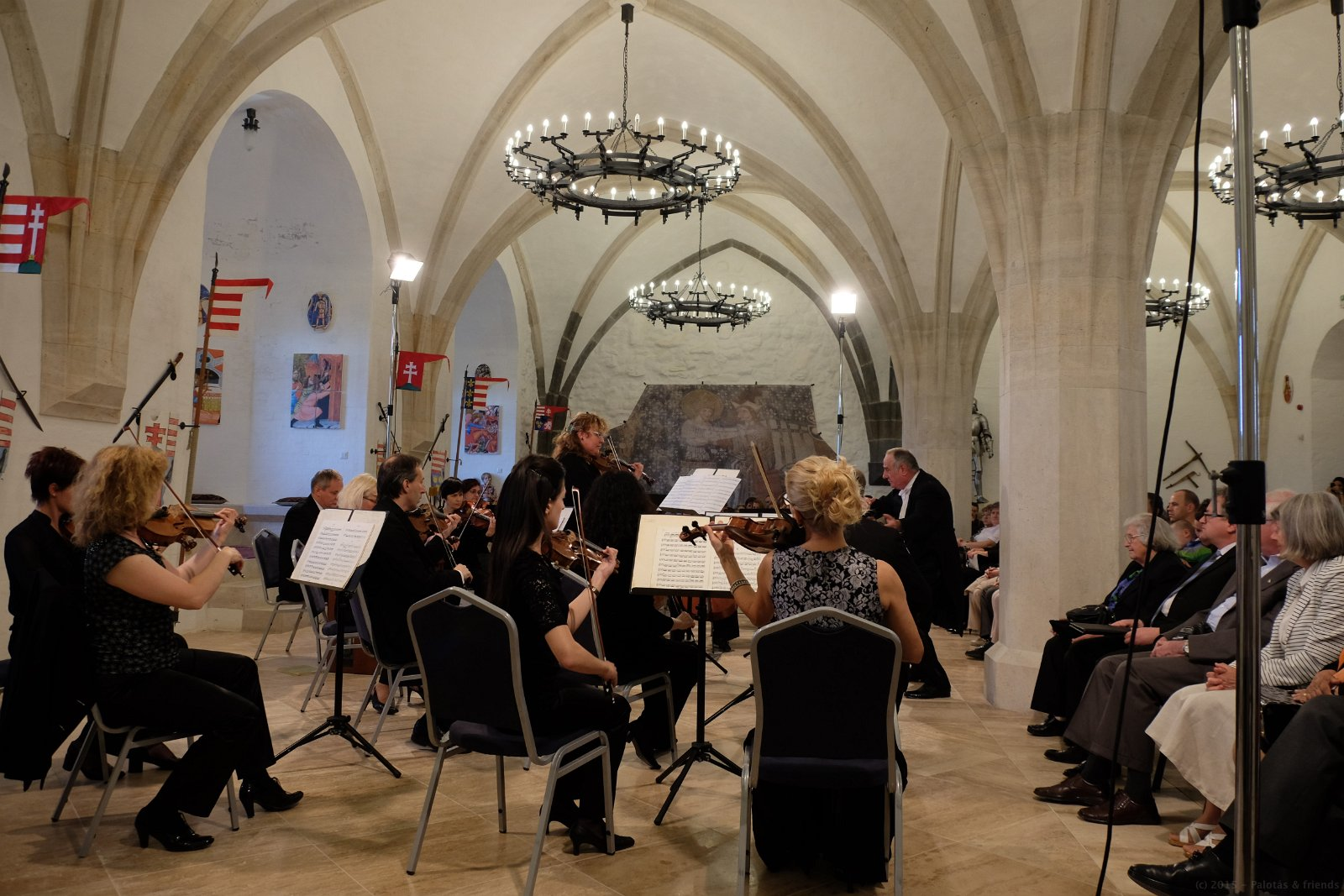
A Miskolci Szimfonikus Zenekar hangversenye a lovagteremben
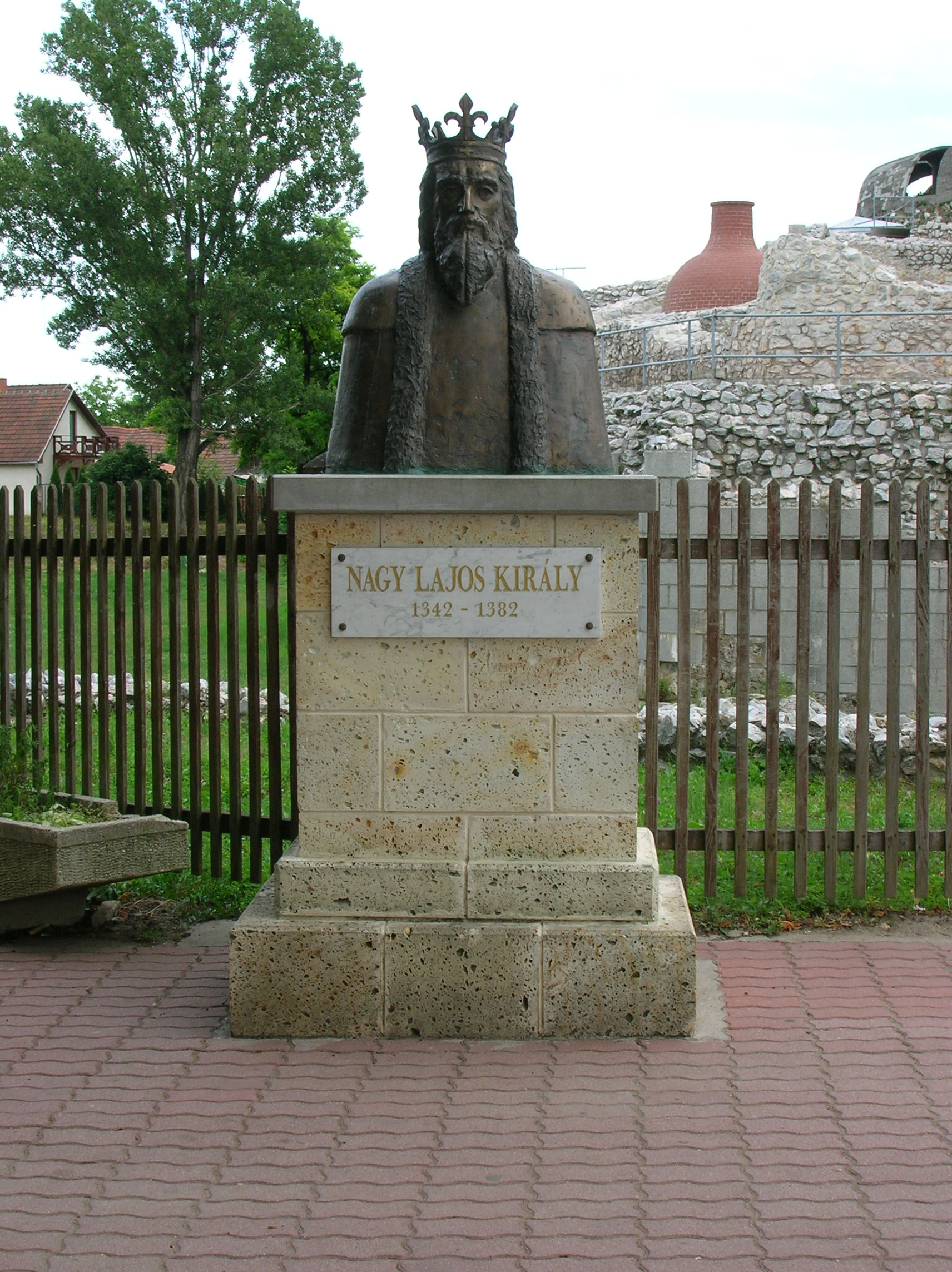
Nagy Lajos király szobra a vár előtt (Varga Éva alkotása)
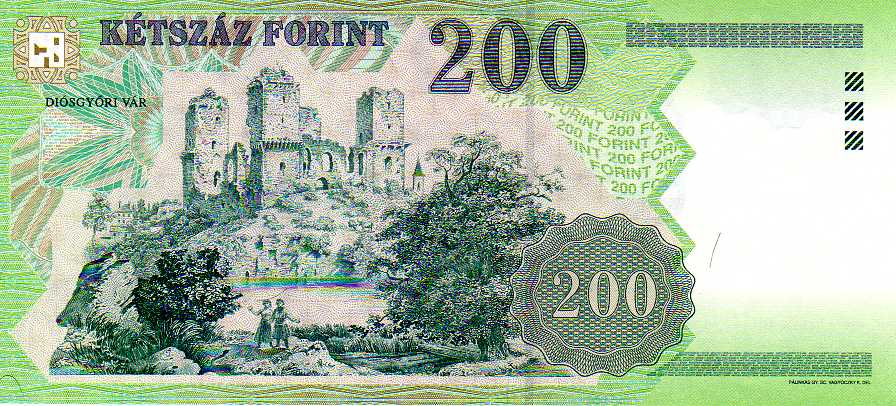
A vár a kétszáz forintos bankjegyen